# Guadalupe (Cáceres)
Guadalupe este un oraș din Spania, situat în provincia Cáceres din comunitatea autonomă Extremadura. Are o populație de 2.206 de locuitori.